# Anyango
Pour l’article homonyme, voir Jane Anyango.
 (août 2011).
 (juillet 2025).
La mise en forme du texte ne suit pas les recommandations de Wikipédia : il faut le « wikifier ».
Les points d'amélioration suivants sont les cas les plus fréquents. Le détail des points à revoir est peut-être précisé sur la page de discussion.
- Les titres sont pré-formatés par le logiciel. Ils ne sont ni en capitales, ni en gras.
- Le texte ne doit pas être écrit en capitales (les noms de famille non plus), ni en gras, ni en italique, ni en « petit »…
- Le gras n'est utilisé que pour surligner le titre de l'article dans l'introduction, une seule fois.
- L'italique est rarement utilisé : mots en langue étrangère, titres d'œuvres, noms de bateaux, etc.
- Les citations ne sont pas en italique mais en corps de texte normal. Elles sont entourées par des guillemets français : « et ».
- Les listes à puces sont à éviter, des paragraphes rédigés étant largement préférés. Les tableaux sont à réserver à la présentation de données structurées (résultats, etc.).
- Les appels de note de bas de page (petits chiffres en exposant, introduits par l'outil «  Source ») sont à placer entre la fin de phrase et le point final[comme ça].
- Les liens internes (vers d'autres articles de Wikipédia) sont à choisir avec parcimonie. Créez des liens vers des articles approfondissant le sujet. Les termes génériques sans rapport avec le sujet sont à éviter, ainsi que les répétitions de liens vers un même terme.
- Les liens externes sont à placer uniquement dans une section « Liens externes », à la fin de l'article. Ces liens sont à choisir avec parcimonie suivant les règles définies. Si un lien sert de source à l'article, son insertion dans le texte est à faire par les notes de bas de page.
- La présentation des références doit suivre les conventions bibliographiques. Il est recommandé d'utiliser les modèles {{Ouvrage}}, {{Chapitre}}, {{Article}}, {{Lien web}} et/ou {{Bibliographie}}. Le mode d'édition visuel peut mettre en forme automatiquement les références.
- Insérer une infobox (cadre d'informations à droite) n'est pas obligatoire pour parachever la mise en page.

Pour une aide détaillée, merci de consulter Aide:Wikification.
Si vous pensez que ces points ont été résolus, vous pouvez retirer ce bandeau et améliorer la mise en forme d'un autre article.
Eriko Mukoyama (向山 恵理子, Mukoyama Eriko), connue sous le nom de scène d'Anyango (アニャンゴ), est une musicienne japonaise qui joue du nyatiti un instrument classique luo. Elle est la première  joueuse féminine non kényane à jouer cet instrument ce qui lui apporte une certaine renommée internationale[réf. souhaitée].
Anyango signifie « « née entre 9 et 11 heure du matin » en luo,  les Luo  vivent dans la région des Grands Lacs au bord du lac Victoria au Kenya.

## Biographie
- Elle est née en 1981 à Tokyo. Elle aime la musique depuis son enfance. Élève de secondaire, elle forme un groupe de rock amateur dont elle est la chanteuse.
- En 2001, lors de sa troisième année universitaire, elle décide d’aller à New York pour apprendre la musique mais l’avion devant l’y emmener est contraint de revenir au Japon. C'était le jour des attentats du 11 septembre.
- En mars 2003, elle réussit à débarquer à New York mais les États-Unis ayant, peu après, déclenché la guerre d'Irak, elle retourne alors dans son pays. Par la suite, un ami, employé au gouvernement japonais, l’invite à assister, à Tokyo, à un concert de musique traditionnelle kényane, joué par Burukenge un groupe musical japonais. Selon, elle « les battements des tambours ont changé ma vie ». Peu après elle rejoint et intègre ce groupe.
- En 2004, elle se rend avec son groupe au Kenya pour étudier la musique. Lors de sa seconde visite en août 2004, Anyango décide indépendamment de ses collègues, d’effectuer  un séjour de plusieurs mois afin d’apprendre à jouer du nyatiti. Cela ne fut pas facile car cette lyre à huit cordes est, traditionnellement, jouée par les hommes[1].
- En 2005, elle s’installe à Siaya, situé dans l’ouest du Kenya, pour perfectionner sa maîtrise de l'instrument. Elle devient ainsi la première femme joueuse de nyatiti dans le monde. Elle se produit, devant plus d’un millier de personnes, au centre culturel Bomas of Kenya de Nairobi devenant ainsi la première artiste non kényane à s’y produire depuis sa création en 1971.
- En 2006, elle crée au Japon un groupe appelé Anyango with Nyatiti Warembo. Le groupe se produit lors des cérémonies organisées par le Programme alimentaire mondial (branche de l'Organisation des Nations unies) trois années consécutives en 2006, 2007 et 2008.
- En 2007, elle devient célèbre au point d’apparaître à la télévision[2], dans des journaux et de passer sur les ondes de nombreuses émissions de radio au Kenya. Elle joue également devant cinquante mille personnes lors d’un concert Stop Aids', qui se tient aux abords du lac Victoria, organisé par Lake Victoria HIV/AIDS Youth Awareness concert.
- En mai 2008, à Yokohama, elle joue devant de nombreux dirigeants japonais et africains lors d'une cérémonie organisée lors de TICAD IV, la quatrième conférence internationale de Tokyo sur le développement de l'Afrique (en anglais Tokyo International Conference on African Development). En juin, elle participe au festival Sapporo Yosakoi Soran Matsuri et danse avec trois mille danseurs japonais et douze élèves de l'enseignement secondaire réunis par Aduolo Omondi et Halima Andai représentant des professeurs qu’elle avait invités à venir du Kenya. De cette action, elle reçoit un prix d’encouragement Yosakoi Soran Matsuri Soshiki Iinkai.
- En juillet 2009, elle est sélectionnée parmi les cent Japonais les plus respectés au monde selon Newsweek Japan. En septembre, elle commercialise, au Japon, son premier album intitulé Nyatiti Diva.
- En mai 2010, elle sort un second album intitulé HORIZON incluant certaines de ses propres compositions. En août, elles apparaît sur la scène du Fuji Rock Festival le plus grand festival de rock au Japon[3]. Elle est élue meilleure artiste dans la catégorie musiques du monde.
- En août 2012, publication de son livre, Anyango no Shin-Yume wo Tsukamu Hosoku, qui est un temps classé en tête de la section hors Fiction, de Amazon Japon.
- En juillet de la même année, elle fait une tournée en France, jouant à Paris et Bordeaux.
- En octobre, elle a l'honneur de jouer à Izumo-taisha, un des plus anciens et des plus importants sanctuaires shinto du Japon.
- En 2013, elle tient un concert régulier au Japon titré Anyango Promenade. Cet évènement a aussi pour but de célébrer l’anniversaire de l’Indépendance du Kenya.
- En mars 2013, elle est invitée à jouer aux rencontres culturelles Mvet'Art à Strasbourg en France.
- En mai 2013, Anyango est en couverture du mois du magazine Japan Journal contenant la publication de son  interview.
- Anyango est en train de préparer sa tournée mondiale 2013, elle jouera en Italie, Allemagne et au Kenya.
- Depuis trois ans, Anyango est chroniqueuse à la radio internationale NHK World Swahili.
- La chaîne NHK World TV a également diffusé un documentaire de Anyango intitulé My African Music.

## Discographie
- 2009 : Nyatiti Diva
- 2010 : HORIZON
- 2011 : Teï Molo

## Jeu instrumental
Eriko Mukoyama utilise la nyatiti à la façon ancestrale des Luo. Le joueur est assis soit à même le sol soit sur un siège très bas et maintient un des montants de la table d'harmonie à l'aide des orteils de l'un de ses pieds. Le talon de ce pied, dont la cheville est ornée de gara (« clochettes »), martèle le sol pour marquer le tempo. Les cordes sont positionnées à l'horizontale.